# Asplenium rhizophorum
Asplenium rhizophorum là một loài dương xỉ trong họ Aspleniaceae. Loài này được M. Martens & Galeotti mô tả khoa học đầu tiên năm 1842.
Danh pháp khoa học của loài này chưa được làm sáng tỏ. 